# L'Heureuse Élue
Pour plus de détails, voir Fiche technique et Distribution.
L'Heureuse Élue est une comédie française réalisée par Frank Bellocq et sortie en 2024,.

## Synopsis
Benoît est contraint de rembourser un malfrat qu'il a incité à investir à perte dans une affaire de cryptomonnaie. Il demande comme à son habitude de l'argent à sa mère, mais celle-ci refuse. Il fait croire qu'il va se marier afin de lui soutirer l'argent nécessaire aux noces. Sa mère l'invite avec sa fiancée à Marrakech, où il retrouvera toute la famille. Benoît demande à une amie de se faire passer pour sa future épouse le temps du week-end, mais celle-ci se désiste au dernier moment. Benoit se rabat sur la conductrice Uber qui devait les emmener à l'aéroport. Le tempérament impulsif et les propos sans filtre de Fiona mettent rapidement Benoît dans l'embarras.

## Fiche technique
Sauf indication contraire, les informations mentionnées dans cette section peuvent être confirmées par les bases de données cinématographiques IMDb et Allociné,  présentes dans la section « Liens externes ».
- Titre original : L'Heureuse Élue
- Réalisation : Frank Bellocq
- Scénario : Daive Cohen
- Muevec sa fa : Michael Tordjman et Maxime Desprez
- Décors : Jacky Hardouin
- Costumes : Nadia Chmilewski
- Photographie : Charlie Lenormand
- Son :
- Montage : Thomas Dessane
- Production : Daniel Tordjman, Thierry Desmichelle, Rémi Jimenez et Ségolène Dupont
- Sociétés de production :
- Sociétés de distribution : SND
- Pays de production :  France
- Langue originale : français
- Format : couleur
- Genre : Comédie
- Durée : 91 minutes
- Dates de sortie :
  - France : 25 septembre 2024

## Distribution
- Camille Lellouche : Fiona Lepic
- Lionel Erdogan : Benoît Duval
- Michèle Laroque : Solange Duval
- Gérard Darmon : Roland Duval
- Amaury de Crayencour : Pierrick Duval
- Clémence Bretécher : Sidonie Duval
- Chloé Astor : Juliette
- Marceau Virleux : Norbert
- Iris Monnier : Anne-Claire
- Paul Virleux : Casper
- Anaëlle Duguet : Emily
- Jean-Michel Correia : Ange
- Meriem Serbah : Mère de Fiona
- Louai El Amrousy : Yacine, frère de Fiona
- Hassane Keïta : Dylan, frère de Fiona
- Victoire Maçon-Dauxerre : Vendeuse boutique aéroport
- Myriam Bourguignon : Hôtesse de l'air
- Neil Illane : L'américain
- Brahim Bihi : Le rabbin
- Franck Bellocq : le curé
- Abdé Maziane : homme de main du malfrat